# Fredeluga pit-rogenca
La fredeluga pit-rogenca (Vanellus superciliosus) és una espècie d'ocell de la família dels caràdrids (Charadriidae) que habita sabanes i vores llacs de la zona afrotròpica, a Togo, Nigèria, Camerun, República Centreafricana, nord de la República Democràtica del Congo, Ruanda, Burundi, Uganda, Kenya i Tanzània.